# Österreichische Energiewirtschaft
Unter der Österreichischen Energiewirtschaft versteht man den Energieverbrauch, die Energieumwandlung, den Energiehandel sowie Abbau von und Reserven an Energieträgern, welche für die Republik Österreich von Bedeutung sind.
Nach Angaben des Bundesministerium für Land- und Forstwirtschaft, Umwelt und Wasserwirtschaft betrug der Bruttoinlandsverbrauch im Jahre 2010 genau 404.906 GWh oder 1.458 Petajoule, wovon rund 502 PJ im Inland erzeugt wurden. Der Anteil erneuerbarer Energie am Bruttoinlandsverbrauch beträgt 30,8 %.
Österreich ist auf den Import von Energie und Energieträgern angewiesen, vor allem bedarf es zum Betrieb fast aller Verbrennungskraftmaschinen Erdgas und Erdöl. Im internationalen Energiehandel kommt dem Land innerhalb Europas eine bedeutende Rolle als Transitland zu, da ein großer Teil der Importe Westeuropas aus dem Nahen Osten, den Vorkommen in der Kaukasus-Region und den Vorkommen in Russland Österreich durchqueren, insbesondere durch die Transalpine Ölleitung.
Im Jahr 2016 betrug die inländische Erdgasgewinnung 1,25 Milliarden Kubikmeter und die Erdölförderung 0,81 Millionen Tonnen.

## Geschichte
Eine große Rolle spielte das Erdöl. Nach dem Anschluss Österreichs an Deutschland (1938) wurde umgehend die Erdölaufsuchung und -förderung intensiviert, wodurch die Erdölförderung in den Jahren des Zweiten Weltkriegs auf ein in Österreich seither nicht mehr da gewesenes Ausmaß zunahm. Zu dieser Zeit gab es diverse Kleinraffinerien wie die in Korneuburg oder auch die Raffinerie Vösendorf. Erst von 1958 bis 1961 wurde die OMV-Raffinerie Schwechat zu einer Großraffinerie ausgebaut. Auch in der Besatzungszeit nach dem Krieg durch die Alliierten Großmächte wurde heimisches Erdöl zum Politikum, da die Sowjetunion die großteils in ihrer Zone befindlichen Erdölvorkommen auch für die Zeit nach der Besatzung der sowjetischen Wirtschaft eingliedern wollte.

## Energieverbrauch

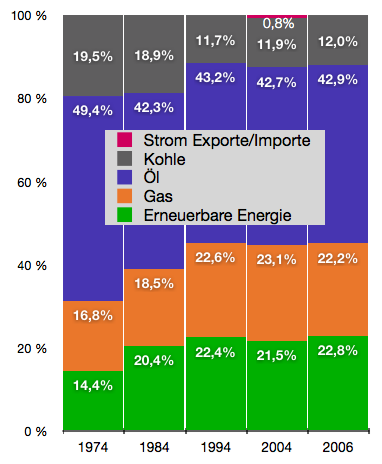
Anteil der Energieträger am Bruttoinlandsverbrauch (inkl. Importe) von 1974 bis 2006

Anteil der Energieträger am energetischen Endverbrauch (2004)

Österreich hat sich im Rahmen des EU Klima- und Energiepaketes 2020 verpflichtet, den Anteil erneuerbarer Energie im nationalen Energiemix auf 34,0 % zu steigern. Der Anteil erneuerbarer Energie gemäß EU-Richtlinie 2009/28/EG reduzierte sich in Österreich im Jahr 2017 laut Statistik Austria (2018) jedoch um 0,5 Prozentpunkte auf 32,6 %, da der Verbrauch an fossiler Energie in diesem Jahr deutlich stärker wuchs, als das Aufkommen an erneuerbarer Energie.
Der gesamte Energieverbrauch in Österreich betrug 2017 400.515 GWh oder 1.442 PJ und war damit um 2,0 % höher als im Jahr 2016.
Der Energiemix des gesamten Energieverbrauchs setzte sich wie folgt zusammen:
| Energieträger                  | Anteil  | Anteil  | Anteil  | Anteil  | Anteil  | Anteil  | Anteil  | Anteil  | Anteil  |
| Energieträger                  | 2010    | 2011    | 2012    | 2013    | 2014    | 2015    | 2016    | 2017    | 2018    |
| ------------------------------ | ------- | ------- | ------- | ------- | ------- | ------- | ------- | ------- | ------- |
| Bruttoinlandsverbrauch in GWh  | 404.906 | 396.474 | 394.662 | 395.804 | 383.559 | 391.527 | 398.716 | 400.515 | 395.098 |
| Erdöl                          | 37 %    | 35,9 %  | 35,4 %  | 36,2 %  | 36,6 %  | 36,1 %  | 36,2 %  | 35,7 %  | 36,8 %  |
| Erdgas                         | 24,5 %  | 23,3 %  | 22,0 %  | 20,6 %  | 19,5 %  | 20,4 %  | 20,9 %  | 22,6 %  | 21,9 %  |
| Kohle                          | 9,7 %   | 10,2 %  | 9,7 %   | 9,7 %   | 9,1 %   | 9,6 %   | 8,8 %   | 9,1 %   | 8,3 %   |
| Holz und brennbare Abfälle     | 6,4 %   | 6,7 %   | 6,3 %   | 6,2 %   | 5,9 %   | 6,3 %   | 6,4 %   | 5,9 %   | 5,9 %   |
| Biogene Brenn- und Treibstoffe | 10,9 %  | 11,8 %  | 13,1 %  | 12,8 %  | 13,3 %  | 13,0 %  | 13,1 %  | 12,4 %  | 11,3 %  |
| Wasserkraft                    | 9,5 %   | 8,6 %   | 11,1 %  | 10,6 %  | 10,7 %  | 9,5 %   | 10,0 %  | 9,6 %   | 9,6 %   |
| andere Erneuerbare             | 1,4 %   | 1,5 %   | 1,7 %   | 2,0 %   | 2,3 %   | 2,6 %   | 2,8 %   | 3,2 %   | 3,9 %   |

| Energieträger                       | Anteil  | Anteil  | Anteil  | Anteil  | Anteil  |
| Energieträger                       | 2019    | 2020    | 2021    | 2022    | 2023    |
| ----------------------------------- | ------- | ------- | ------- | ------- | ------- |
| Bruttoinlandsverbrauch in Petajoule | 1 451,1 | 1 347,8 | 1 426,4 | 1 355,0 | 1 332,0 |
| Öl                                  | 37,1 %  | 34,1 %  | 34,5 %  | 35,0 %  | 35,7 %  |
| Gas                                 | 22,1 %  | 22,7 %  | 22,7 %  | 21,3 %  | 18,5 %  |
| Kohle                               | 8,3 %   | 7,6 %   | 7,6 %   | 7,5 %   | 7,7 %   |
| Brennbare Abfälle                   | 1,8 %   | 2,2 %   | 1,9 %   | 2,2 %   | 2,1 %   |
| Biogene Energien                    | 15,8 %  | 17,4 %  | 17,3 %  | 17,4 %  | 18,8 %  |
| Umgebungswärme                      | 1,7 %   | 1,9 %   | 1,9 %   | 2,1 %   | 2,4 %   |
| Wasserkraft                         | 10,1 %  | 11,2 %  | 9,8 %   | 9,2 %   | 11,0 %  |
| Wind                                | 1,8 %   | 1,8 %   | 1,7 %   | 1,9 %   | 2,2 %   |
| PV                                  | 0,4 %   | 0,5 %   | 0,7 %   | 1,0 %   | 1,6 %   |
| Nettostromimporte                   | 0,8 %   | 0,6 %   | 1,9 %   | 2,3 %   | 0 %     |

Die österreichische Primärenergieerzeugung setzte sich 2023 wie folgt zusammen:
- 46,1 % Biogene Energien
- 26,6 % Wasserkraft
- 5,7 % Umgebungswärme
- 5,1 % Brennbare Abfälle
- 5,3 % Wind
- 4,0 % PV
- 3,6 % Gas
- 3,6 % Öl
- 0 % Kohle (Kohleförderung wurde 2005 eingestellt)

Der Anteil erneuerbarer Energien im Bereich der österreichischen Primärenergieerzeugung betrug 2023 87,6 %.
Im Zeitraum 1970 bis 2004 hat sich der österreichische Energieverbrauch (im Verkehr, zur Stromerzeugung, zur Wärmeerzeugung...) beinahe verdoppelt. Der Erdgasverbrauch hat sich im selben Zeitraum vervierfacht, jener von elektrischer Energie fast verdreifacht. Erneuerbare Energie stieg um 157 % und Öl um 62 %. Nach einem Verbrauchsrückgang in den 1980er Jahren und einer Stagnation bis Anfang der 1990er stieg der Ölverbrauch seit 1973 vor allem aufgrund des starken Anstiegs um die Jahrtausendwende noch um rund 30 %. Dagegen ging der Kohleverbrauch um 74 % zurück.
2004 betrug der Anteil russischen Erdgases in der österreichischen Versorgung 58,6 %. Knapp ein Fünftel (19,7 %) konnte Österreich selbst fördern, 12,6 % stammten aus Deutschland, und die restlichen 9,1 % wurden aus Norwegen importiert. Im Falle eines Lieferausfalls von ausländischem Erdgas kann Österreich laut Angaben der OMV und RAG die Gasversorgung für zwei bis drei Monate durch eigene Erdgasspeicher sicherstellen.
Der energetische Endverbrauch – der Inlandsstromverbrauch – betrug 2003 59.354 Gigawattstunden (GWh). Dieser war um 5,3 Terawattstunden (TWh) oder rund 10 % höher als noch 2002, was nach einem 7,1%igen Anstieg von 2000 auf 2001 den zweitgrößten Anstieg innerhalb eines Jahres ausmachte. Dies ist fast ausschließlich auf Verbrauchsanstiege im produzierenden Wirtschaftssektor zurückzuführen, der im Vergleich zu 1970 allerdings immer noch um 23 % weniger Anteil am gesamten Stromverbrauch Österreichs hat, da der Verbrauch in der Industrie nicht so stark anstieg, wie der Verbrauch in Privathaushalten und Dienstleistungsunternehmen.

## Stromerzeugung

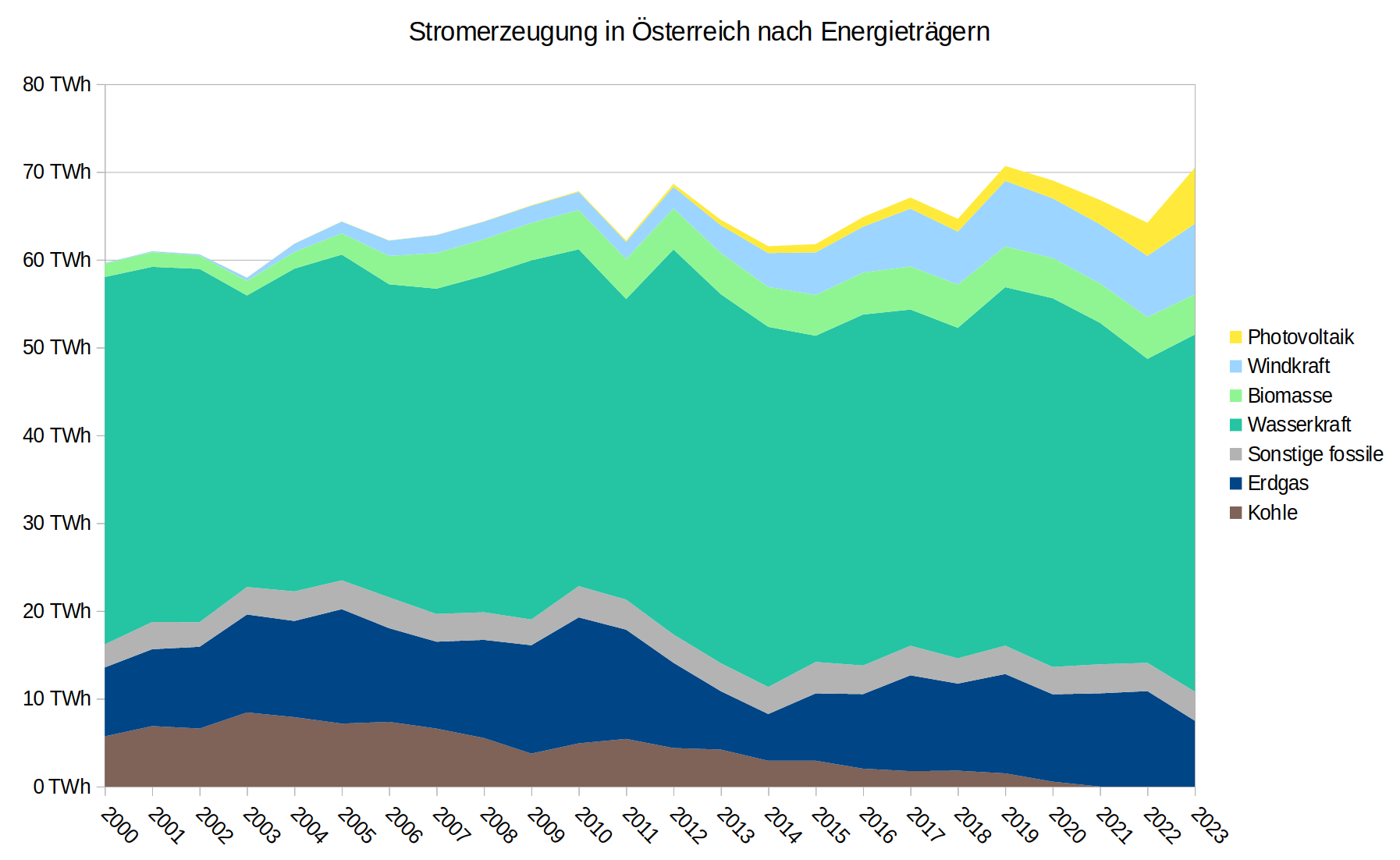
Entwicklung der Stromproduktion nach Energieträger

Zwischen 59 und 67 % der österreichischen Stromerzeugung können aus Wasserkraft erzeugt werden (2017–2021). Ende 2021 existieren 3.107 Wasserkraftwerke (2.992 Laufkraftwerke und 115 Speicherkraftwerke), welche eine installierte Gesamtleistung von rd. 14,7 GW aufweisen. Rund 13 % der Erzeugung aus Wasserkraft tragen Kleinstwasserkraftwerke (bis 10 MW) bei, welche fast 95 % der Kraftwerke ausmachen, aber weniger als 10 % der installierten Gesamtleistung aufweisen.
Zudem deckt die Windenergie einen immer größeren Anteil am Strombedarf. Insgesamt waren Ende 2023 1.426 Windkraftanlagen mit einer Gesamtleistung von 3.885 MW in Betrieb. Näheres zur Verteilung der Windkraftanlagen in Österreich und zu ihrem Beitrag zur Stromversorgung siehe im Artikel Windenergie.
Auch die Sonnenenergie (PV-Anlagen) trägt einen immer größeren Anteil zur Stromerzeugung bei. 2021 waren es bereits 2,45 %.
Feste oder flüssige Biomasse (Ökostrom) trug 2021 4,56 % zur Stromerzeugung bei, Biogas (ebenfalls Ökostrom) 1,40 %.
Die letzten Steinkohlekraftwerke wurden 2020 abgeschaltet und haben deshalb keinen Anteil mehr in der österreichischen Stromerzeugung, wobei das Fernheizkraftwerk Mellach infolge der Russischen Invasion in die Ukraine 2022 wieder Betriebsbereit gemacht wird. Das Kraftwerk Voestalpine Linz wird mit Gichtgas und Kokereigas aus der eigenen Kokerei (und zusätzlich mit Erdgas) betrieben, also Weiterverarbeitungsprodukte von Kohle. Da dieser Strom aber zur Gänze im eigenen Voestalpine-Werk in Linz verbraucht wird, scheint er im österreichischen Strommix nicht auf.
Erdöl und dessen Produkte (Heizöl) werden hauptsächlich als Reserveenergieträger zur Versorgungssicherheit eingesetzt und hatten 2021 keinen Anteil in der österreichischen Stromerzeugung. Das OMV-eigene Heizkraftwerk der Raffinerie Schwechat verwendet flüssige und gasförmige Mineralölprodukte aus der eigenen Raffinerie. Da dieser Strom aber zur Gänze im eigenen Werk in Schwechat verbraucht wird, scheint er im österreichischen Strommix nicht auf.
Erdgas trägt je nach Schwankungen in der Stromproduktion der Laufkraftwerke rund 10 bis 20 % zur heimischen Stromerzeugung bei.
Auf Grund des Atomsperrgesetzes sind in Österreich keine Kernkraftwerke in Betrieb.

### Österreichischer Strommix
Der nationale Strommix setzt sich aus den eingesetzten Herkunftsnachweisen zusammen und weicht daher von der Stromerzeugung in Österreich ab. Einen Überblick über die erneuerbare Stromerzeugung in Österreich findet man hier (Erneuerbare Energien in Österreich).
| Energieträger                           | Anteil  | Anteil  | Anteil  | Anteil  | Anteil  | Anteil  | Anteil  | Anteil  | Anteil  | Anteil  | Anteil  | Anteil  | Anteil  | Anteil  |
| Energieträger                           | 2010    | 2011    | 2012    | 2013    | 2014    | 2015    | 2016    | 2017    | 2018    | 2019    | 2020    | 2021    | 2022    | 2023    |
| --------------------------------------- | ------- | ------- | ------- | ------- | ------- | ------- | ------- | ------- | ------- | ------- | ------- | ------- | ------- | ------- |
| Bekannte erneuerbare Energieträger      | 67,40 % | 64,43 % | 74,53 % | 78,58 % | 89,10 % | 86,73 % | 86,74 % | 83,71 % | 76,57 % | 81,38 % | 85,88 % | 85,39 % | 83,72 % | 84,73 % |
| Bekannte fossile Energieträger          | 17,60 % | 21,41 % | 17,91 % | 14,35 % | 10,36 % | 12,89 % | 12,86 % | 16,11 % | 23,00 % | 18,16 % | 13,51 % | 14,28 % | 15,98 % | 15,22 % |
| Bekannte sonstige Primärenergieträger   | 0,30 %  | 0,27 %  | 0,31 %  | 0,27 %  | 0,26 %  | 0,38 %  | 0,40 %  | 0,19 %  | 0,42 %  | 0,47 %  | 0,61 %  | 0,33 %  | 0,28 %  | 0,05 %  |
| Bekannte Nuklearenergie                 | —       | —       | —       | —       | 0,00 %  | 0,00 %  | 0,00 %  | 0,00 %  | 0,00 %  | 0,00 %  | 0,00 %  | 0,00 %  | 0,02 %  | 0,00 %  |
| Strom aus unbekannter Herkunft, ENTSO-E | 14,70 % | 13,89 % | 7,25 %  | 6,80 %  | 0,27 %  | —       | —       | —       | —       | —       | —       | —       | —       | —       |

Der Stromanteil unbekannter Herkunft setzt sich aus folgenden Posten zusammen:
| Energieträger                | Anteil  | Anteil  | Anteil  | Anteil  | Anteil  |
| Energieträger                | 2010    | 2011    | 2012    | 2013    | 2014    |
| ---------------------------- | ------- | ------- | ------- | ------- | ------- |
| Wasserkraft                  | 16,94 % | 15,35 % | 16,76 % | 17,84 % | 18,51 % |
| Fossile Brennstoffe          | 48,92 % | 48,81 % | 46,14 % | 43,25 % | 40,51 % |
| Nuklearenergie               | 26,61 % | 26,74 % | 25,80 % | 26,11 % | 26,35 % |
| Erneuerbare Energieträger    | 7,21 %  | 8,77 %  | 10,95 % | 12,48 % | 14,33 % |
| Sonstige Primärenergieträger | 0,32 %  | 0,33 %  | 0,35 %  | 0,32 %  | 0,30 %  |

Damit ergibt sich näherungsweise folgende detaillierte Auflistung des österreichischen Strommixes:
| Energieträger                                 | Anteil  | Anteil  | Anteil  | Anteil  | Anteil  | Anteil  | Anteil  | Anteil  | Anteil  | Anteil  | Anteil  | Anteil  | Anteil  | Anteil  |
| Energieträger                                 | 2010    | 2011    | 2012    | 2013    | 2014    | 2015    | 2016    | 2017    | 2018    | 2019    | 2020    | 2021    | 2022    | 2023    |
| --------------------------------------------- | ------- | ------- | ------- | ------- | ------- | ------- | ------- | ------- | ------- | ------- | ------- | ------- | ------- | ------- |
| Wasserkraft                                   | 61,29 % | 56,13 % | 65,26 % | 68,13 % | 77,30 % | 72,62 % | 71,74 % | 65,02 % | 59,00 % | 60,83 % | 66,12 % | 66,01 % | 64,30 % | 61,65 % |
| Windenergie                                   | 3,60 %  | 3,42 %  | 4,29 %  | 5,34 %  | 6,45 %  | 8,32 %  | 8,88 %  | 10,56 % | 9,16 %  | 12,08 % | 11,22 % | 10,96 % | 11,34 % | 12,15 % |
| Feste oder flüssige Biomasse                  | 3,90 %  | 3,85 %  | 3,76 %  | 3,70 %  | 3,61 %  | 3,83 %  | 4,02 %  | 4,72 %  | 5,99 %  | 5,64 %  | 5,04 %  | 4,56 %  | 4,06 %  | 4,47 %  |
| Sonnenenergie                                 | —       | 0,08 %  | 0,19 %  | 0,43 %  | 0,77 %  | 0,97 %  | 1,12 %  | 1,31 %  | 1,36 %  | 1,58 %  | 1,88 %  | 2,45 %  | 3,16 %  | 5,06 %  |
| Erneuerbare Gase                              | —       | —       | —       | —       | —       | —       | —       | —       | —       | —       | —       | —       | 0,79 %  | 1,29 %  |
| Biogas                                        | —       | 0,89 %  | 0,96 %  | 0,93 %  | 0,93 %  | 0,95 %  | 0,95 %  | 2,06 %  | 1,03 %  | 1,20 %  | 1,45 %  | 1,40 %  | —       | —       |
| Deponie- und Klärgas                          | —       | 0,07 %  | 0,06 %  | 0,05 %  | 0,04 %  | 0,03 %  | 0,03 %  | 0,03 %  | 0,03 %  | 0,04 %  | 0,02 %  | 0,01 %  | —       | —       |
| Geothermische Energie                         | —       | 0,00 %  | 0,00 %  | 0,00 %  | 0,00 %  | 0,00 %  | 0,00 %  | 0,00 %  | 0,00 %  | 0,00 %  | 0,15 %  | 0,00 %  | 0,07 %  | 0,10 %  |
| Sonstige Ökoenergie                           | 2,16 %  | —       | —       | —       | —       | —       | —       | —       | —       | —       | —       | —       | —       | —       |
| Erdgas                                        | 14,10 % | 12,38 % | 13,22 % | 9,25 %  | 6,72 %  | 9,46 %  | 10,48 % | 14,75 % | 21,04 % | 17,19 % | 13,51 % | 14,28 % | 15,98 % | 15,08 % |
| Erdöl und dessen Produkte                     | 0,30 %  | 0,29 %  | 0,04 %  | 0,01 %  | 0,00 %  | 0,01 %  | 0,01 %  | 0,00 %  | 0,00 %  | 0,00 %  | 0,00 %  | 0,00 %  | 0,00 %  | 0,00 %  |
| Kohle                                         | 3,20 %  | 8,74 %  | 4,66 %  | 5,09 %  | 3,63 %  | 3,42 %  | 2,37 %  | 1,35 %  | 1,97 %  | 0,96 %  | 0,00 %  | 0,00 %  | 0,00 %  | 0,14 %  |
| Nuklearenergie                                | —       | —       | —       | —       | —       | —       | —       | 0,00 %  | 0,00 %  | 0,00 %  | 0,00 %  | 0,00 %  | 0,02 %  | 0,00 %  |
| Bekannte sonstige Energieträger               | 0,30 %  | 0,27 %  | 0,31 %  | 0,27 %  | 0,26 %  | 0,38 %  | 0,40 %  | 0,19 %  | 0,42 %  | 0,47 %  | 0,61 %  | 0,33 %  | 0,28 %  | 0,05 %  |
| rechn. Zuordnung fossile Energieträger        | 7,19 %  | 8,93 %  | 4,63 %  | 4,22 %  | 0,16 %  | —       | —       | —       | —       | —       | —       | —       | —       | —       |
| rechn. Zuordnung Nuklearenergie               | 3,91 %  | 4,90 %  | 2,59 %  | 2,55 %  | 0,11 %  | —       | —       | —       | —       | —       | —       | —       | —       | —       |
| rechn. Zuordnung Sonstige Primärenergieträger | 0,05 %  | 0,06 %  | 0,03 %  | 0,03 %  | 0,00 %  | —       | —       | —       | —       | —       | —       | —       | —       | —       |

### Ökostromanlagen
Im Jahr 2007 stammten insgesamt 56 % der in Österreich erzeugten elektrischen Energie aus Wasserkraft, 5 % aus Windkraft und 4 % aus Biomasse. Rund 35 % stammen aus fossilen Energiequellen. Europaweit erzielen beim Anteil der erneuerbaren Energie lediglich Island und Norwegen höhere Werte.
Laut einer genaueren Aufschlüsselung aus dem Jahr 2003 kommen rund 40 bis 50 % der Energie aus Laufkraftwerken, weitere rund 20 % aus Speicherkraftwerken (gesamt 64,1 TWh jährlich bzw. 230,76 PJ) und 8 % aus Kleinwasserkraftwerken. Sonstige biogene Energieträger steuerten etwas mehr als 1 % bei. Der Rest entfiel auf Erdgas (je nach Schwankungen in der Stromproduktion der Laufkraftwerke zwischen 15 und 20 %), Stein- und Braunkohlekraftwerke (12 %) und Heizöl (2 %). Die thermischen Kraftwerke (hauptsächlich Gas) werden zur Abdeckung der Spitzenleistung verwendet.
In den letzten Jahren nahm der Ökostromanteil in Österreich jedoch ab und auch in Zukunft sollen laut Plänen der österreichischen Elektrizitätswirtschaft vor allem neue Gas- und Dampfkraftwerke gebaut werden. Der Anteil geplanter neuer Wasser- und Müllverbrennungsanlagen ist mit 1300 MW geplanter Leistung relativ gering. Damit zählt Österreich zu den Schlusslichtern was die Umsetzung der Richtlinie 2001/77/EG betrifft. Die EU hat in der Richtlinie 2001/77/EG für jedes Land Ziele für den Anteil an erneuerbaren Energien am (Brutto-)Stromverbrauch festgeschrieben. Für Österreich wurde ein Ziel von 78,1 % festgeschrieben. Bei der Festlegung des Zieles im Jahr 1997 betrug der Gesamtverbrauch an Strom 56,1 TWh und davon hatte die Stromerzeugung durch Wasserkraft einen Anteil von 37 TWh (66 %). Für das Jahr 2010 wird der Stromverbrauch 74,6 TWh betragen und der Anteil des Ökostroms liegt dann bei 45,4 TWh (E-Control). In Österreich wird das Ziel als erreicht dargestellt, weil man die anvisierten 45,4 TWh auf die im Jahr 1997 erzeugten 56,1 TWh bezieht. Tatsächlich liegt der Anteil 2010 aber bei 61 %, d. h. der Anteil der erneuerbaren Energien am gesamten Stromverbrauch liegt unter dem im Jahr 1997. Folgerichtig hat die EU-Kommission 2007 Österreich – zum wiederholten Male – zu den Schlusslichtern der EU gezählt.
Am 24. April 2009 hat die EU-Kommission den neuen Fortschrittsbericht vorgelegt. Mit 16,5 % Zielverfehlung ist Österreich nun europäisches Schlusslicht. Der anvisierte Zielwert von 78,1 % Ökostromanteil wurde 2010 daher nicht mehr erreicht. Österreich droht daher ein Vertragsverletzungsverfahren.
Insbesondere in der Solarstromerzeugung hinkt Österreich den anderen europäischen Ländern nach. Während in Deutschland 5300 MWp Photovoltaik-Leistung installiert sind, sind es in Österreich nur knapp 30MWp. Die im Jahr 2008 in Deutschland erzeugte Menge an Solarstrom entspricht ungefähr dem Strombedarf im Bundesland Salzburg (4,3 Milliarden kWh).
EU-Staaten mit klar definierten Ausbauzielen wie zum Beispiel Deutschland, weisen die stärksten Zuwachsraten an Ökostrom auf. Ein Beispiel hierfür ist die deutsche Ausbaustrategie für erneuerbare Energie. Diese Strategie schreibt in 5-Jahres-Perioden bis 2050 die Zuwachsziele je Energieträger fest (Wind, Photovoltaik, Wasserkraft, Biomasse und Geothermie). Eine entsprechende österreichische Ausbaustrategie für alle erneuerbaren Energieträger wie zum Beispiel in Deutschland liegt nicht vor.

### Stromversorgungsunternehmen
Der österreichische Strommarkt ist sehr stark durch die mehrheitlich im öffentlichen Besitz befindlichen Stromversorger geprägt. Jedes Bundesland verfügt über ein eigenes Elektrizitätsversorgungsunternehmen, die seit mehreren Jahren durch gegenseitige Beteiligungen mittels Allianzen (z. B. EnergieAllianz) auch untereinander immer stärker verflochten wurden. Dazu kommen noch der börsennotierte Betreiber der Donaukraftwerke, die österreichweit tätige Verbund AG, sowie zahlreiche Kleinkraftwerke und mehrere Privatunternehmen, die jedoch noch über wenig Marktanteil verfügen, da der österreichische Strommarkt erst vor wenigen Jahren liberalisiert, und somit für private Mitbewerber geöffnet wurde. Zur Überwachung und Förderung des Wettbewerbes am Strommarkt wurde die Aufsichtsbehörde E-Control gegründet. Seit einigen Jahren ist unter den Stromversorgern das Cross-Border-Leasing sehr beliebt. Hierbei werden Kraftwerke und Leitungsnetze an eine US-amerikanische Finanzgesellschaft verkauft und für mehrere Jahrzehnte zurückgeleast. Am Schluss solch eines Vertrages steht die Rückkaufoption. Sinn dahinter ist, dass beide Vertragspartner von amerikanischen Steuergesetzen und Unternehmensförderungsprogrammen profitieren, die nur dann tragend werden, wenn im US-Ausland investiert wird. Angewandt wird diese Geschäftspraktik bekannterweise von der Linz AG, der Energie AG, der BEWAG und BEGAS, der Verbund AG und auch von der TIWAG, die dies lange Zeit jedoch abstritt und gegen solche Behauptungen klagte, die Klagen jedoch in allen Instanzen verlor.
Die landeseigenen Stromversorger sind (in Klammer die Besitzverhältnisse):
- Burgenland: Energie Burgenland AG (51 % Land Burgenland, 49 % Burgenland Holding mit EVN)
- Kärnten: KELAG (51 % Kärntner Energieholding (51 % Land Kärnten, 49 % RWE), 35,12 % Verbund AG, 12,85 % RWE, 1 % Streubesitz)
- Niederösterreich: EVN (51 % Land Niederösterreich, 28,4 % Wien Energie, 19,7 % Streubesitz, 0,9 % Eigene Aktien)
- Oberösterreich: Energie AG (OÖ. Landesholding GmbH: 52,50 %, Raiffeisenlandesbank Oberösterreich AG (Konsortium): 13,92 %, Linz AG: 10,31 %, TIWAG: 8,25 %, VERBUND AG: 5,18 %, Oberbank AG (Konsortium): 5,16 %, Energie AG Mitarbeiter: 0,43 %, voestalpine: 2,06 %)
Stadt Linz: Linz AG (100 % Stadt Linz)
- Salzburg: Salzburg AG (74 % Land und Stadt Salzburg, 26 % Energie AG)
- Steiermark: Energie Steiermark (100 % Land Steiermark)
Stadt Graz: Energie Graz (51 % Graz Holding (99,84 % Stadt Graz, 0,16 % Gebäude- und Baumanagement Graz (99,5 % Stadt Graz, 0,5 % Graz Holding)), 49 % Energie Steiermark)
- Tirol: TIWAG (100 % Land Tirol)
- Vorarlberg: illwerke vkw (100 % Land Vorarlberg)
- Wien: Wien Energie (100 % Stadt Wien)

Im Bereich der Erdöl- und Erdgasförderung sind in Österreich zwei Unternehmen tätig. Die OMV AG und die RAG (Rohöl-Aufsuchungs AG).

### Regelzonen
Österreich besteht seit 1. Jänner 2012 nur aus der Regelzone APG (Austrian Power Grid, ein Tochterunternehmen der Verbund AG), in der die vormals drei Regelzonen Österreichs zusammengeschlossen sind. Bis 31. Dezember 2011 gehörte Vorarlberg zur Regelzone VKW-Netz, bis 31. Dezember 2010 gehörte das Bundesland Tirol zur Regelzone „TIWAG Netz“. Beide Regelzonen wurden mittlerweile in die Regelzone APG integriert. Wirtschaftlich gesehen sind die Lieferanten in Bilanzgruppen organisiert. Die APCS ist der Bilanzgruppenkoordinator für die Regelzone APG. Für die Regelzonen VKW und TIWAG war die Firma A & B zuständig (bis Februar 2012 für die Regelzone TIWAG und bis Februar 2013 für die Regelzone VKW, da in diesen Monaten jeweils das letzte zweite Clearing für Dezember 2010 bzw. Dezember 2011 durchgeführt wird bzw. wurde).

## Fernwärme
Kraft-Wärme-Kopplungsanlagen (KWK) machen Abwärme bei der Verbrennung von Energieträgern als Fernwärme nutzbar. Die Stromerzeugung wird hierbei nur minimal verringert, wodurch der Wirkungsgrad insgesamt steigt. 52 % dieser Anlagen befinden sich in Gaskraftwerken, 15 % in Anlagen zur Verbrennung von Erdöl, Anlagen zur Verbrennung von biogenen Brennstoffen machten 21 % der Fernwärmeproduktion aus, und für 6 % sind brennbare Abfälle verantwortlich. Braun- und Steinkohlekraftwerke tragen 6 % zur Fernwärmeproduktion bei. Fernwärme aus KWK-fähigen-Anlagen stammt zu einem Prozent auch aus der Verbrennung von Industrie- und Stadtabfällen, wie z. B. aus der Anlage der Entsorgungsbetriebe Simmering die der Hauptkläranlage Wien angeschlossen ist.
Das Fernwärmeleitungsnetz war 2003 rund 3.430 km lang und wird weiterhin ausgebaut. 16,6 % aller Haushalte in Österreich, oder rund 549.000, wurden 2003 mit Fernwärme versorgt.

## Transport und Handel
Energieimporte und -exporte – sowohl in Form von elektrischer Energie als auch Energieträgern wie Öl – nehmen stetig zu, wobei die Energieimporte in einem Ausmaß von umgerechnet knapp 1.100 Petajoule (Pj) über 7-mal so viel ausmachen, wie die Energieexporte von 150 Pj (2003). Kann der elektrische Energiebedarf zum größten Teil aus Eigenproduktion gedeckt werden, ergibt sich in der Gesamtbilanz eine Abhängigkeit von 69 % von Energieimporten.
Im Jahr 2003 machten 39,4 % der Energieexporte Erdölprodukte (hauptsächlich Diesel und Benzin, Rohöl nur minimal) aus, 31,4 % Strom, sowie 5,1 % erneuerbare Energieträger. Das erstmals im Jahr 2000 exportierte Erdgas machte bereits 24,1 % der Energieexporte aus.
Die Energieimporte setzten sich zu 55 % aus Erdöl (davon zu 60 % aus OPEC-Ländern), zu 25,8 % aus Erdgas, zu 12,5 % aus Kohle, zu 6,1 % aus elektrischer Energie und zu 0,6 % aus erneuerbaren Energieträgern zusammen.
2003 wurden somit 6,46 Mrd. Euro für Energieimporte aufgewendet, während durch Energieexporte 2,0 Mrd. Euro erlöst werden konnten, wovon entgegen der mengenmäßigen Aufteilung der Exporte rund 75 % des Erlöses aus dem Stromexport stammt. Als einziger Energieträger ging der Verbrauch bei Kohle zurück, um rund ein Drittel.

### Strom
Elektrische Energie wird in einem 10.000 km langen Stromleitungsnetz mit den unterschiedlichen Spannungen 380 kV, 220 kV und 110 kV transportiert. Die Weiterverteilung zum Endverbraucher erfolgt über Mittel- (6 kV bis 36 kV) und Niederspannungsnetze mit üblicherweise 230 V/400 V. Österreich ist durch die Anbindung an ausländische Stromnetze Teil des europäischen ENTSO-E-Netzes.
Stromexporte erfolgen vor allem von Westösterreich in die Schweiz und nach Deutschland. Dort wird Spitzenstrom im Verhältnis 1:4 (1 kW Spitzenlast für 4 kW Grundlast) mit Bayern und Baden-Württemberg ausgetauscht. Durch diesen Stromaustausch gelangt auch Atomstrom nach Österreich und wird unter anderem in Pumpspeicherkraftwerken zum Ausgleich der Spitzenlast verwendet. Die Exportmengen nach Deutschland schwanken. Besonders seit 1990 stieg der Stromexport in die Schweiz stark an und hat statt mit weniger als 10 % mit knapp 36 % im Jahr 2012 Deutschland (28 %) überholt. Die Exporte nach Slowenien (2012: 20 %) und Ungarn (2012: 11 %) zeigen ebenfalls einen Aufwärtstrend, während die Exporte nach Italien (2012: 5 %) weitgehend konstant sind. Insgesamt wurde 2015 elektrische Energie im Ausmaß von 19.403 GWh exportiert.
Stromimporte stammen traditionell zum Großteil aus Tschechien (40 % mit Stand 2012) und Deutschland (58 %), wobei diese höher sind als die Exporte. Insgesamt betrugen die Importe 2015 31.006 GWh. Wegen der Importe waren in 2018 nach Schätzungen der IG Windkraft 6–16 % des heimischen Stroms in Österreich aus Atomkraftwerken.
Außenhandel
| Land          | 2005   | 2005   | 2010   | 2010   | 2015   | 2015   | 2016   | 2016   | 2017   | 2017   | 2018   | 2018   | 2019   | 2019   | 2020   | 2020   | 2021   | 2021   | 2022   | 2022   | 2023   | 2023   | 2024   | 2024   |
| Land          | Import | Export | Import | Export | Import | Export | Import | Export | Import | Export | Import | Export | Import | Export | Import | Export | Import | Export | Import | Export | Import | Export | Import | Export |
| ------------- | ------ | ------ | ------ | ------ | ------ | ------ | ------ | ------ | ------ | ------ | ------ | ------ | ------ | ------ | ------ | ------ | ------ | ------ | ------ | ------ | ------ | ------ | ------ | ------ |
| Deutschland   | 15.371 | 6.995  | 14.705 | 6.750  | 17.775 | 3.482  | 14.831 | 3.792  | 17.509 | 3.221  | 14.998 | 3.984  | 14.797 | 3.949  | 13.778 | 5.310  | 13.028 | 6.081  | 13.583 | 5.046  | 9.778  | 8.251  | 8.916  | 8.511  |
| Italien       | 2      | 1.497  | 2      | 1.328  | 40     | 1.524  | 68     | 1.432  | 120    | 1.323  | 25     | 1.417  | 2      | 1.228  | 10     | 1.166  | 12     | 1.258  | 9      | 1.499  | 10     | 1.327  | 240    | 1.623  |
| Liechtenstein |        |        |        |        |        |        | —      | 291    | 0      | 257    | —      | 302    | —      | 305    | —      | 306    | —      | 303    | —      | 298    | —      | 297    | —      | 291    |
| Schweiz       | 211    | 9.119  | 53     | 7.915  | 266    | 7.006  | 391    | 6.743  | 463    | 6.888  | 1.201  | 5.464  | 1.611  | 5.169  | 1.734  | 4.003  | 1.055  | 3.814  | 1.168  | 4.829  | 1.227  | 4.889  | 2.692  | 2.868  |
| Slowenien     | 533    | 1.341  | 584    | 2.011  | 56     | 4.734  | 366    | 3.704  | 130    | 5.980  | 398    | 4.096  | 167    | 5.872  | 211    | 4.777  | 709    | 3.985  | 501    | 4.609  | 1.177  | 2.917  | 329    | 5.880  |
| Tschechien    | 6.114  | 12     | 6.545  | 252    | 12.342 | 14     | 10.255 | 136    | 11.006 | 62     | 10.864 | 113    | 9.432  | 145    | 8.687  | 378    | 10.917 | 197    | 12.576 | 37     | 8.412  | 474    | 6.403  | 641    |
| Ungarn        | 857    | 809    | 641    | 1.014  | 527    | 2.643  | 432    | 3.090  | 134    | 5.085  | 591    | 3.753  | 39     | 6.224  | 102    | 6.386  | 715    | 3.255  | 757    | 3.572  | 946    | 3.466  | 342    | 5.888  |
| Summe         | 23.088 | 19.773 | 22.530 | 19.270 | 31.006 | 19.403 | 26.343 | 19.188 | 29.362 | 22.817 | 28.076 | 19.129 | 26.047 | 22.918 | 24.523 | 22.327 | 26.436 | 18.893 | 28.595 | 19.890 | 21.550 | 21.622 | 18.923 | 25.703 |
| Nettoimport   | 3.315  | 3.315  | 3.260  | 3.260  | 11.603 | 11.603 | 7.155  | 7.155  | 6.545  | 6.545  | 8.947  | 8.947  | 3.129  | 3.129  | 2.196  | 2.196  | 7.543  | 7.543  | 8.705  | 8.705  | −72    | −72    | −6.780 | −6.780 |

### Erdöl
Die Erdölimporte und -exporte erfolgen über die Transalpine Ölleitung (TAL), die im Hafen von Triest ihren Ausgang hat und durch Kärnten und Tirol bei Kufstein Deutschland erreicht. Von rund 34 Millionen Tonnen Rohöl Durchsatz pro Jahr gelangten im Jahr 2016 77 % nach Deutschland, 18 % nach Österreich und 5 % nach Tschechien. Damit deckt die TAL zu 100 % den Rohölbedarf von Bayern und Baden-Württemberg (bzw. 40 % des deutschen Bedarfs), 90 % des österreichischen Verbrauchs sowie 50 % des tschechischen Rohölbedarfs ab. Kurz nach der italienisch-österreichischen Grenze bei Arnoldstein zweigt die Adria-Wien Pipeline (AWP) ab, welche zur Raffinerie Schwechat führt, der einzigen Raffinerie Österreichs. Die Gesamtlänge der Erdölpipelines in Österreich beträgt 663 Kilometer.
| Bezeichnung                 | Verlauf                                                                             | Länge (in km) | Kapazität (in Mio. t) |
| --------------------------- | ----------------------------------------------------------------------------------- | ------------- | --------------------- |
| Transalpine Ölleitung (TAL) | Triest (Hafen) – Arnoldstein – Ingolstadt (Anschluss zur MERO-Pipeline) – Karlsruhe | 465           | 34,5                  |
| Adria-Wien Pipeline (AWP)   | Arnoldstein – Schwechat (Raffinerie)                                                | 420           | 7,3                   |

Geplant wäre auch der Bau einer Rohölpipeline zwischen Bratislava (Slowakei) und der Raffinerie Schwechat, wie die OMV und der slowakische Pipelinebetreiber Transpetrol (100 % im slowakischen Staatsbesitz) im Dezember 2003 fixiert haben. Die 60 km lange Bratislava-Schwechat-Pipeline (BSP) würde eine Gesamtkapazität von 2,5 Mio. Tonnen pro Jahr aufweisen. Durch den Anschluss an das bestehende, rund 3.000 Kilometer lange russische Pipelinenetz („Druzhba“) würde diese Leitung den direkten Import von russischem Rohöl in die Raffinerie Schwechat ermöglichen. Die Umsetzung des Projekts scheint jedoch am Widerstand der slowakischen Bevölkerung zu scheitern.
| Land          | Menge (in t) | Anteil (in %) |
| ------------- | ------------ | ------------- |
| Kasachstan    | 2.028.053    | 28,1 %        |
| Libyen        | 950.483      | 13,2 %        |
| Russland      | 946.252      | 13,2 %        |
| Irak          | 802.671      | 11,1 %        |
| Saudi-Arabien | 529.605      | 7,3 %         |
| Algerien      | 507.173      | 7,0 %         |
| Aserbaidschan | 480.157      | 6,7 %         |
| Mexiko        | 470.170      | 6,5 %         |
| Iran          | 262.071      | 3,6 %         |
| Angola        | 92.374       | 1,3 %         |
| …             | …            | …             |
| Gesamt        | 7.213.466    | 100 %         |

### Erdgas

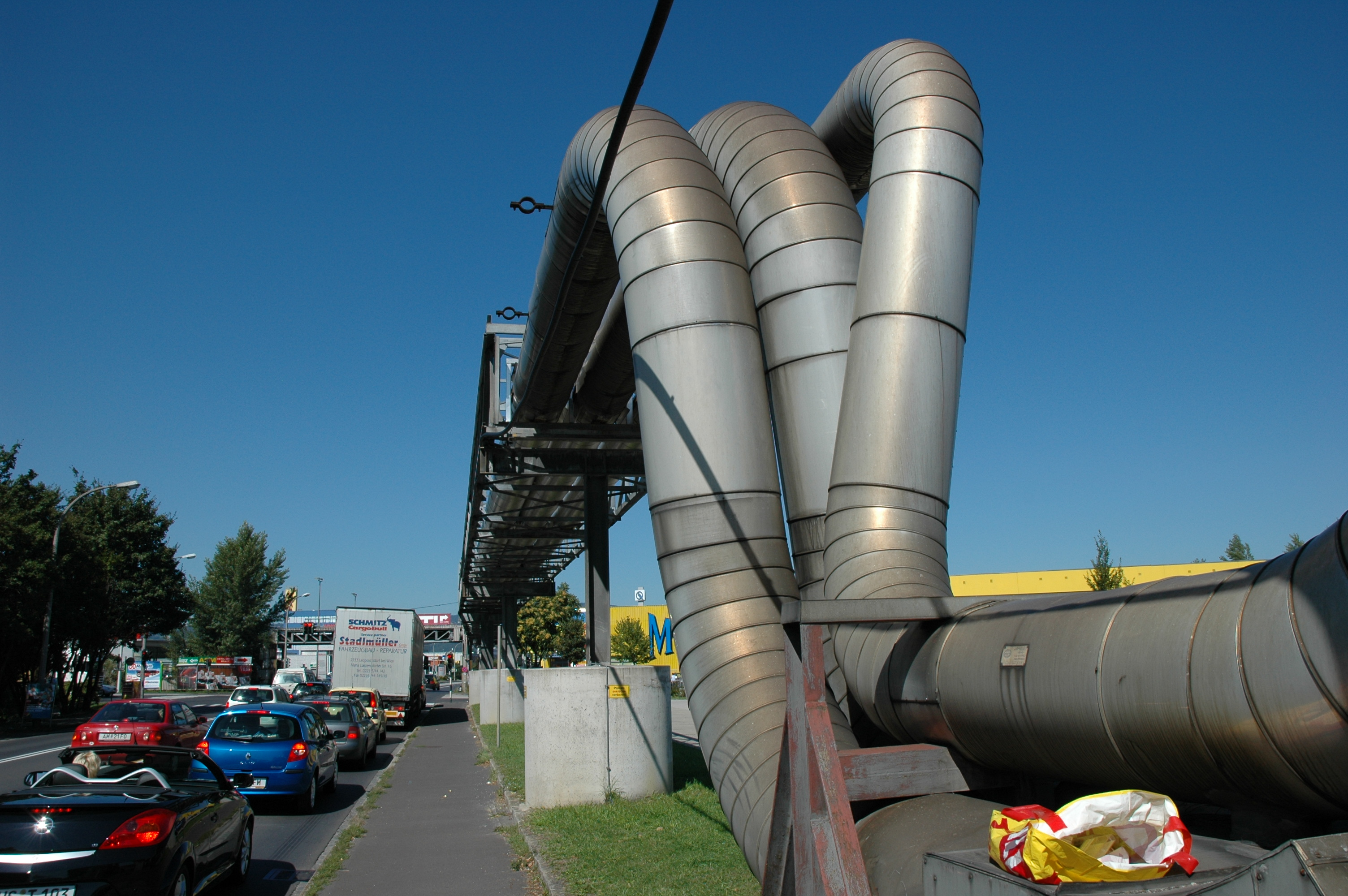
Die Erdgas-Hochdruckleitung Linz – Bad Leonfelden am Linzer Hafen

Erdgasimporte erfolgten mit Stand 2003 zu 74,4 % aus der GUS, was zur Gänze von der OMV abgewickelt wird. 12,4 % stammten aus Norwegen und 13,2 % aus Deutschland, wobei hier die OMV mit der Austria Ferngas GmbH zusammenarbeitet. Seit 1968 existiert ein Erdgasliefervertrag mit Russland. Österreich war somit das erste Land außerhalb der COMECON, mit welchem die damalige Sowjetunion einen solchen Vertrag abschloss. Zuständig für den Export ist hierbei die Gasexport, eine Tochtergesellschaft der Gazprom. Seit 1986 existiert ein Vertrag der OMV und der Austria Ferngas GmbH mit dem norwegischen Troll-Konsortium. Die deutschen Importverträge wurden von den österreichischen Landesgesellschaften (Vorarlberg, Tirol, Salzburg und Oberösterreich) mit der Ruhrgas abgeschlossen. Seit 1970 erhöhte sich der gesamte Erdgasimport Österreichs von 1 Mio. m³ auf 8 Mio. m³ per 2003.
Der Knotenpunkt für die wichtigsten Erdgaspipelines in Österreich ist das niederösterreichische Baumgarten an der March, wo seit 1959, als die Förderstelle Zwerndorf erschlossen wurde, aus Osten mit den Abzweig der Transgas-Pipeline hauptsächlich aus Russland stammendes Erdgas für den Inlandsverbrauch sowie nach Italien, Slowenien, Kroatien, Deutschland, Frankreich und Ungarn abgezweigt wird. Die Gesamtlänge der Erdgaspipelines in Österreich beträgt 2.722 Kilometer. Gemeinsam von OMV und Gazprom werden die Speicher in der Nähe von Baumgarten stark erweitert, wodurch die Gazprom direkt in das Endkundengeschäft in Westeuropa einsteigen möchte.
Folgende Erdgaspipelines verlaufen durch Österreich:
| Bezeichnung                       | Verlauf | Länge (in km) | Kapazität (in m³/h) |
| --------------------------------- | --- | ------------- | ------------------- |
| Trans-Austria-Gasleitung (TAG)    | Baumgarten an der March – Weitendorf (Anschluss zur Süd-Ost-Leitung nach Slowenien) – Arnoldstein (nach Italien) | 380           | 4,77 Mio.           |
| West-Austria-Gasleitung (WAG)     | Baumgarten an der March – Wald- und Mühlviertel – Oberkappel (Anschluss zur Penta-West nach Deutschland)         | 245           |                     |
| Hungaria-Austria-Gasleitung (HAG) | Baumgarten an der March – Kittsee (Anschluss zur Kittsee-Petrzalka-Gasleitung) – Ungarn                          | 46            |                     |
| Südost-Leitung (SOL)              | Weitendorf – Straß – Slowenien                                                                                   | 29            |                     |
| Penta West (PW)                   | Oberkappel – Innviertel – Burghausen (Deutschland)                                                               | 95            |                     |

- eine weitere Pipeline verbindet die Erdgasfelder und -speicher von Auersthal und Tallesbrunn bzw. die Transferstation Baumgarten mittels einer südlich der Donau verlaufenden Strecke über Tulln und Amstetten mit Linz, wo die Leitung in das Netz der Netz Oberösterreich GmbH (vormals OÖ. FerngasAG wurde per März 2015 in die Energie AG integriert[52]) einmündet.
- Tirol-Italien-Bayern-Anbindungsleitung (TIBAL): Diese in Planung befindliche Leitung soll von Burghausen nach Kufstein geführt werden, wo Anschluss an das bestehende Tiroler Leitungsnetz erfolgen soll, und in weiterem Verlauf Richtung Süden durch Osttirol nach Italien geführt werden.
- Seit 2016 wird mit der BRUA-Pipeline eine weitere Erdgasleitung geplant, die vom Schwarzen Meer in Rumänien ausgehend über Bulgarien und Ungarn ab 2020 ebenfalls den Erdgasknoten Baumgarten beliefern soll.[53]

## Abbau und Reserven

### Erdöl und Erdgas
In der Erdöl- und Naturgasgewinnung (Erdgas, Erdölgas) sind in Österreich zwei Unternehmen tätig. Die OMV Aktiengesellschaft (OMV) und die Rohöl-Aufsuchungs AG (RAG) beschäftigen rund 900 Personen, wobei jedoch mittlerweile ein Großteil der Bohrtätigkeit und Sondenwartung an Subunternehmer vergeben wird. Die Erdölförderung betrug 2016 0,81 Mio. Tonnen, nach rund 0,9 Mio. Tonnen in den Vorjahren. Noch 1970 wurden rund 3 Mio. t Erdöl gefördert und 1955 wurde der Förderrekord mit 3,67 Mio. t erreicht.
Die Erdgasförderung nahm nach einem Tief 1986 jährlich zu, da seither regelmäßig neue Erdgaslagerstätten in Niederösterreich und in der Molassezone Oberösterreichs und Salzburgs erschlossen werden. Seit einem Höhepunkt 2003 mit 2,03 Mrd. m³ ist die Erdgasgewinnung jedoch wieder rückläufig. Die Förderung betrug 2016 1,25 Mrd. m³.
90 % der Erdölförderung 2006 stammten von der OMV, die restlichen 10 % von der RAG. Bei Erdgas stammten 2006 71 % von der OMV und 29 % von der RAG.

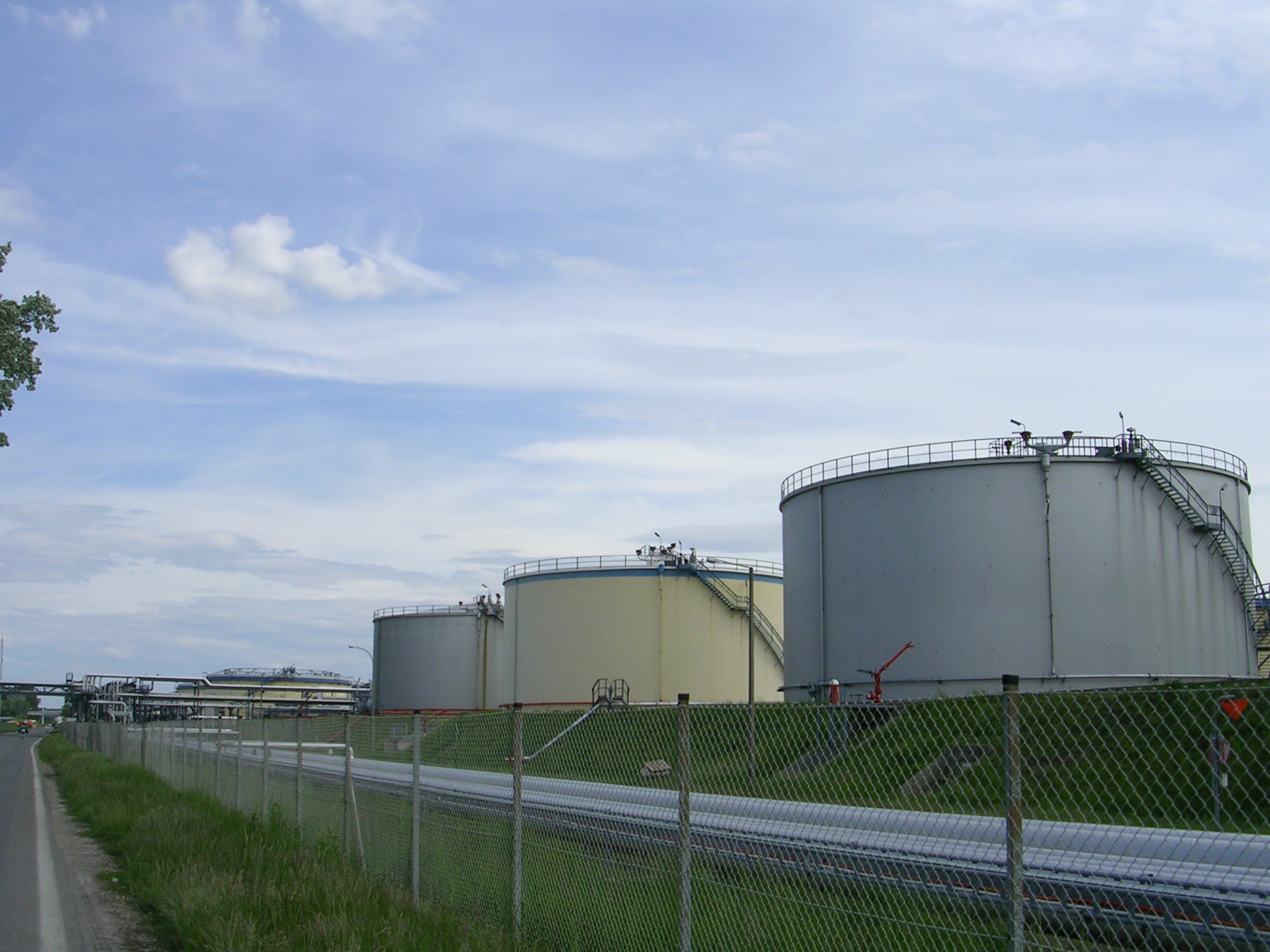
Öltanks der OMV in der Lobau

Aufgrund jährlicher Neufunde bleibt die Höhe der bekannten Erdölreserven in Österreich seit 1995 relativ konstant. Bekannt sind mit Stand 2003 Vorkommen von 12 Mio. t, was bei derzeitiger Fördermenge von rund 1 Mio. t jährlich für rund zwölf Jahre reichen würde, also bis 2015, sollten keine weiteren Funde gemacht werden, wovon aber nicht ausgegangen wird. Im Spätherbst 2007 soll mit der Förderung eines 1,5 Mrd. Kubikmeter großen Erdgasvorkommens in Ebenthal begonnen werden. Nur wenige Kilometer davon entfernt, in Strasshof, soll ab dem ersten Quartal 2008 eine vier Milliarden Kubikmeter große Erdgasquelle genutzt werden. Beide Vorkommen sind Teil des größten zusammenhängenden Erdöl- und Erdgasvorkommens Mitteleuropas, dem 1949 entdeckten Matzen-Feld, nordöstlich von Wien.

### Lagerstätten
Aufgrund gesetzlicher Vorschriften müssen Erdöläquivalente in einer bestimmten Höhe vorrätig gelagert werden. Dies übernimmt neben der OMV und der RAG auch die ELG (Erdöl-Lagergesellschaft) und Erdölimporteure, die Pflichtnotstandsreserven halten müssen. In Summe ergab dies 2003 eine Lagerhaltung von 1,86 Mio. t Erdöläquivalenten.
Um saisonale Preis- und Verbrauchsschwankungen beim Erdgas auszugleichen, wird Erdgas zunehmend in Untergrundspeichern eingelagert, wobei Österreich bezüglich des Anteils des eingelagerten Jahresbedarfs eine Spitzenstellung in Europa einnimmt. Als Speicher werden ausgeförderte Erdgaslagerstätten genutzt. 2008 konnten in den fünf in Betrieb stehenden Speichern rund 4 Mrd. m³ Erdgas eingelagert werden, was über 40 % des Jahresbedarfs entsprach. 2014 war schon mehr als ein Jahresbedarf gespeichert.
Die OMV betreibt Untergrundspeicher in Schönkirchen (Schönkirchen-Tief, 1,57 Mrd. m³), Tallesbrunn (300 Mio. m³) und Thann bei Steyr (250 Mio. m³). Die zentrale Überwachungsstation für Erdgastransport und -lagerung befindet sich in Auersthal. Das umfasst ein Gesamtspeichervolumen von rund 25 TWh.
Die RAG betreibt Untergrundspeicher von gesamt knapp 6 Mrd. m³ (66,5 TWh, 2018). Sie befinden sich in Puchkirchen/Haag im Innviertel (1,1 Mrd. m³), in Haidach an der Grenze Oberösterreich/Salzburg bei Straßwalchen (2011 Ausbau auf 2,7 Mrd. m³, mit Gazprom und Wingas), und einige weitere kleinere im Grenzgebiet von Oberösterreich/Salzburg (Aigelsbrunn, Haidach 5, Nussdorf/Zagling, 7Fields mit e.on).
Die OMV bedient um die 30 % der Einspeicherrate, die RAG selbst etwa 20 %, die andere Hälfte sind die – an sich kleineren – Kapazitäten der russischen und deutschen Partner (Gazprom/GSA LLC, Wingas/Astora, e.on/Uniper), die mehr der Transportpufferung als der Vorratshaltung dienen. Haidach war bis 2014 nur über das deutsche Gasnetz befüllbar, zusätzlich ist auch der slowakische Speicherkomplex LAB an das österreichische Handelsnetz direkt angeschlossen.